# Ferdinand Gerstner

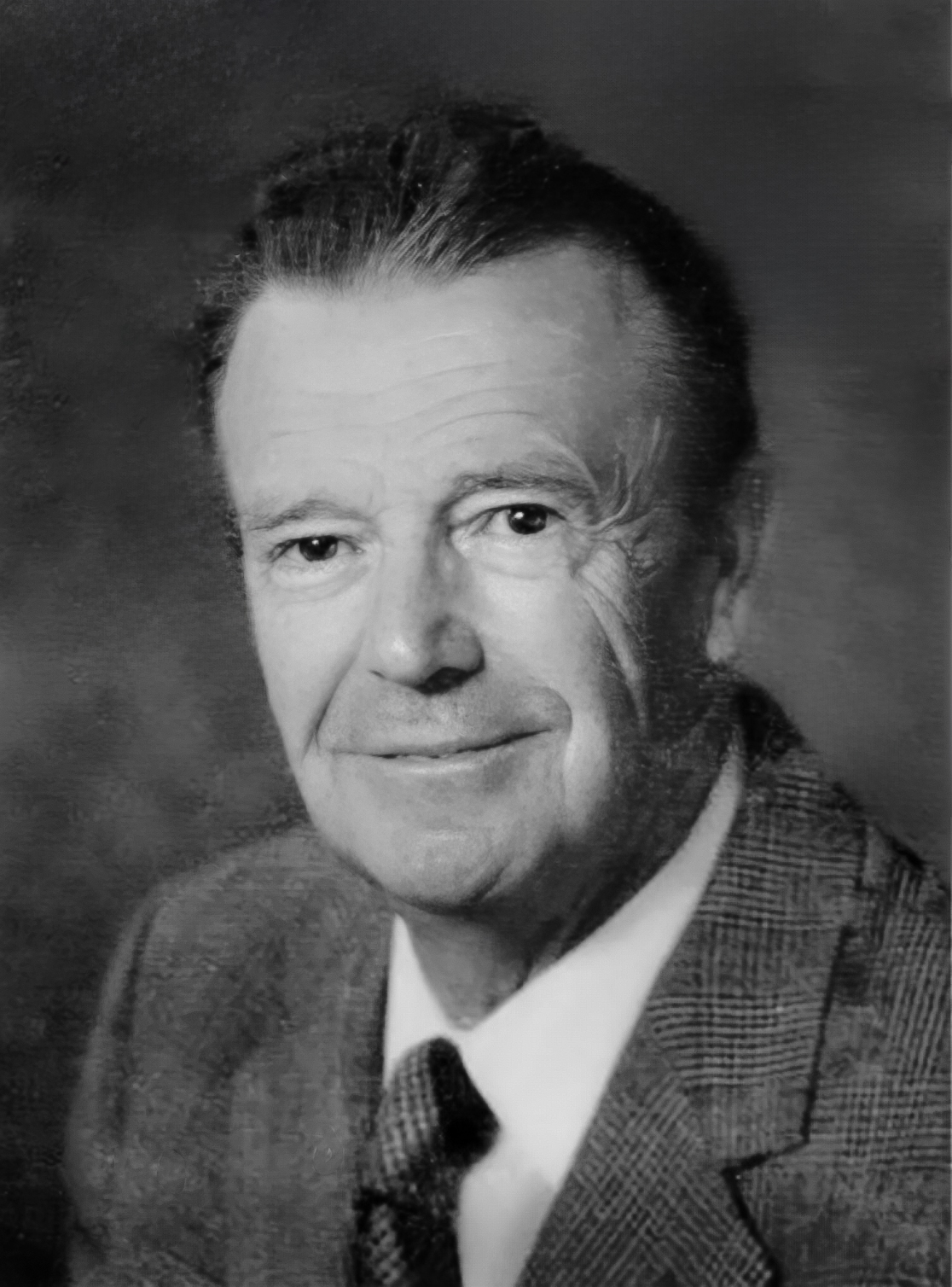
Ferdinand Gerstner, Diplomingenieur 1973

Ferdinand Gerstner (* 13. Juli 1910 in Wien; † 29. September 1979 in Burghausen) war ein österreichischer Diplomingenieur für Maschinenbau und Verfahrenstechnik. Er war im Bereich der chemischen Verfahrenstechnik tätig, insbesondere in der Destillation und Reinigung von Chemikalien. Das deutsche Patent DE959183C mit dem Titel „Verfahren zur Reinigung von Essigsäure durch Destillation“ wurde am 28. Februar 1957 veröffentlicht. Es wurde von Ferdinand Gerstner und Josef Wimmer eingereicht, beide tätig bei der Wacker Chemie.

## Leben
Ferdinand Gerstner wurde am 13. Juli 1910 in Wien (Österreich) als zweites Kind von K.u.K. Hofrat Ing. Ferdinand Gerstner und Paula Kreibich geboren. Seine Mutter war die Tochter von Wilma, Edlen von Hatvany, und dem Industriellen Karl Kreibich. Die Familie Gerstner hatte sowohl einen Familienzweig von K.u.K. Hofzuckerbäcker, wie das Café Gerstner in Wien, als auch einen Familienzweig von Ingenieuren, aus der der Ingenieur Franz Anton Ritter von Gerstner stammte, der die erste Pferdeeisenbahn Budweis–Linz–Gmunden erbaute.

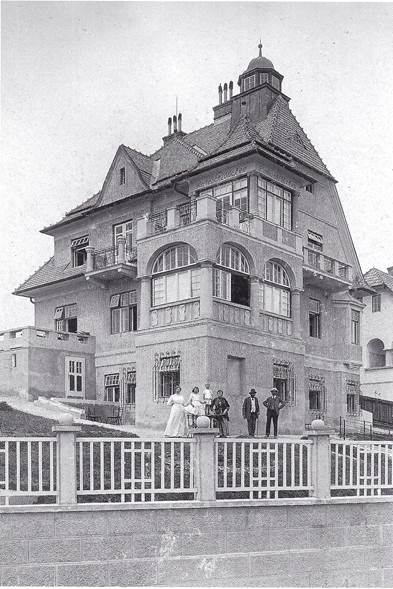
Heideschlösschen 1913 Perchtoldsdorf Wohnhaus der Familie Ferdinand Gerstner

Ab 1912 wuchs Ferdinand Junior mit seiner 1909 geborenen Schwester Mathilde in Perchtoldsdorf in dem neu erbauten Heideschlösschen am Rand vom Wienerwald auf. Ferdinands Vater starb früh an Angina Pectoris.
Ferdinand Gerstner war vielseitig begabt und wuchs als Freigeist auf. Er besuchte die Bundesrealschule in Wien und studierte nach dem Abitur Maschinenbau an der Hochschule in Wien. Neben seiner technischen Begabung zeigte er auch Talent als Bildhauer, Aquarellmaler und Karikaturist. Als sportlicher Turner lernte er 1936 im Turnverein Perchtoldsdorf seine spätere Frau Klara Breitenecker kennen, die dort eine Mädchenturnergruppe leitete. Klara war die Tochter des Stadtbaumeisters Gregor Breitenecker und war musisch interessiert und begabt. Ihr Onkel war der bekannte österreichische Gerichtsmediziner Leopold Breitenecker. Dessen Sohn Markus Breitenecker, ein österreichischer Medienmanager, ist somit ein Cousin 2. Grades von Klara Gerstner, geb. Breitenecker.
Nach seinem Studium fand Ferdinand Gerstner zunächst keine Anstellung in Österreich. 1938, zu Beginn des Großdeutschen Reiches, folgte er mit seiner Frau Klara einem Ruf als Assistent an die Technische Hochschule Karlsruhe am Lehrstuhl für Apparatebau bei Kirschbaum. Klara arbeitete dort als Stenotypistin in der Deutschen Bundesbank, Filiale Karlsruhe.
Am 1. Juni 1938 wechselte er zur Wacker Chemie nach Burghausen an der Salzach. Zunächst wohnten sie zur Untermiete im Trutzhof in Raitenhaslach, dann kurz in Burghausen in der Max-Eyth-Straße und schließlich in einem Haus in der Dietrich-Eckart-Straße mit großem Garten. Ferdinand und Klara heirateten standesamtlich und traten aus der Kirche aus.
Das Paar hatte drei Kinder: Ferdinand (geboren am 8. August 1938), Franz-Jörg (geboren am 28. Juli 1940) und Irmfried-Verena (geboren am 17. Dezember 1943). Ferdinand Gerstner musste nicht zum Militärdienst, da er von der Firma Wacker Chemie unabkömmlich gestellt war.
Nach 1945 zog die Familie in eine Haushälfte einer Werkswohnung der Firma Wacker Chemie in die Liebigstraße 12. 1957 baute Ferdinand Gerstner ein eigenes Haus am Südhang des Kümmernisberges. Aufgrund seiner Leistungen und Patente wurde er zum Oberingenieur befördert.
Ferdinand Gerstner starb am 29. September 1979 im Alter von 69 Jahren in Burghausen an Darmkrebs. Er wurde unter großer Beteiligung der Belegschaft der Wacker Chemie und der Werkskapelle in der Familiengruft seiner Frau, der Familie Breitenecker, am Perchtoldsdorfer Friedhof beigesetzt.

## Wirken
Ferdinand Gerstner war über 35 Jahre als Diplomingenieur für Maschinenbau und Verfahrenstechnik bei der Wacker Chemie in Burghausen tätig, zuletzt als Leiter der technischen Planungsabteilung.
Nach seinem Studium an der Technischen Hochschule Wien ergänzte er sein Wissen in Verfahrenstechnik als wissenschaftlicher Assistent am Lehrstuhl für Apparatebau an der Technischen Hochschule Karlsruhe. Am 1. Juni 1938 trat er in das Wacker Chemie Werk Burghausen ein, wo er zunächst in der technischen Abteilung für Betriebs- und Versuchsbetreuung eingesetzt war.
Er war maßgeblich an der Neuplanung und dem Neubau von Anlagen beteiligt und entwickelte sich zu einem Destillationsfachmann. Gerstner gestaltete den apparativen Ausbau des Werkes Burghausen bis zu seiner Pensionierung im Jahr 1973. Er plante und errichtete Produktionsanlagen für das Wacker Chemie Werk in Köln und für die Lizenzverfahren im Ausland.
Zu seinen bedeutenden Leistungen zählen die Acetaldehyddestillation als erste Druckdestillation der Wacker Chemie, die Etrolanlage des Werkes Mückenberg sowie die Weiterentwicklung des Tetraturmsystems. Er leitete die technische Planungsgruppe und war Fachstelle für Destillationen. Gerstner entwickelte ein Verfahren zur Herstellung von Trichloräthylen durch Spaltung von Tetrachlorethan, wodurch der für die Vinylchloridherstellung benötigte Chlorwasserstoff frei wurde.
Nach dem Krieg war er maßgeblich an der Silan- und Siliconherstellung des Unternehmens beteiligt und leitete die Technik für das neue Acetaldehydverfahren aus Ethylen, bei dem erstmals Titan als korrosionsbeständiges Material zum Einsatz kam. Seine letzte große Aufgabe war die Silananlage im Werk Nord in Burghausen. Seine Ideen wurden auch in zahlreichen Anlagen im Ausland verwirklicht.
Gemeinsam mit Josef Wimmer entwickelte Gerstner ein Verfahren zur Reinigung von Essigsäure durch Destillation, für das Gerstner und Wimmer 1957 das deutsche Patent DE959183C erhielten. Zudem war Gerstner an der Entwicklung einer Vorrichtung zum kontinuierlichen Mischen beteiligt, die 1974 unter dem deutschen Patent DE1457182B2 veröffentlicht wurde.

„Gerstner ging stets mit Ruhe und Bedacht an technische Probleme heran und war bekannt dafür, neue Wege zu gehen.“

## Patente (Auswahl)
Durch seine ausgeprägte Erfindertätigkeit war Ferdinand Gerstner an über insgesamt 28 Patenten beteiligt, die in verschiedenen technischen Bereichen eingereicht und teils national sowie international registriert wurden.
Dazu zählen unter anderem:
- DE959183C: Verfahren zur Reinigung von Essigsäure durch Destillation[1]
- DE1457182B2: Vorrichtung zum kontinuierlichen Mischen[3] (1974)
- US3493595A: Method of purifying organosiloxane polymers employing gas-liquid extraction[5]

## Technische Leistungen bei Wacker Chemie
Ferdinand Gerstner war über 35 Jahre als Diplomingenieur für Maschinenbau und Verfahrenstechnik bei der Wacker Chemie in Burghausen tätig, zuletzt als Leiter der technischen Planungsabteilung. In den 1950er und 1960er Jahren war er maßgeblich an der Entwicklung und Umsetzung mehrerer verfahrenstechnischer Innovationen beteiligt, die entscheidend zum wirtschaftlichen Erfolg des Unternehmens Wacker Chemie beitrugen.
Zu seinen bedeutendsten technischen Entwicklungen zählten:
- die Einführung der Acetaldehyddestillation als erste Druckdestillation bei Wacker Chemie,[6]
- die Entwicklung eines Verfahrens zur Herstellung von Trichloräthylen durch Spaltung von Tetrachlorethan, wodurch gleichzeitig Chlorwasserstoff für die Vinylchloridherstellung gewonnen wurde,[6]
- die technische Leitung der Silan- und Siliconherstellung nach dem Zweiten Weltkrieg,[6]
- die Einführung von Titan als korrosionsbeständigem Werkstoff bei der Umsetzung des neuen Acetaldehydverfahrens aus Ethylen.[6]

Darüber hinaus war Gerstner an mehreren Patentanmeldungen beteiligt. Gemeinsam mit dem ChemikerJosef Wimmer erhielt er 1957 das deutsche Patent DE959183C für ein Verfahren zur Reinigung von Essigsäure durch Destillation. 1974 wurde das Patent DE1457182B2 für eine Vorrichtung zum kontinuierlichen Mischen veröffentlicht, an dessen Entwicklung Gerstner mitwirkte.
Diese technischen Innovationen erhöhten die Produktionssicherheit und -effizienz der chemischen Anlagen des Unternehmens und trugen zur Stärkung der internationalen Wettbewerbsfähigkeit von Wacker Chemie bei.